# Har Refa'im
Har Refa'im (hebreiska: Har Refa’im, הר רפאים) är ett berg i Israel.   Det ligger i distriktet Jerusalem, i den centrala delen av landet. Toppen på Har Refa'im är 765 meter över havet.
Terrängen runt Har Refa'im är kuperad. Runt Har Refa'im är det tätbefolkat, med 356 invånare per kvadratkilometer. Närmaste större samhälle är Jerusalem, 11,4 km öster om Har Refa'im. Trakten runt Har Refa'im består till största delen av jordbruksmark.